# SP-101
A SP-101, também conhecida como Rodovia Campinas-Monte Mor, é uma rodovia situada na Região Metropolitana de Campinas, no interior de São Paulo.
Medindo 71 quilômetros, essa estrada possuí duas faixas no trecho entre Campinas e Hortolândia e pista única no trecho entre Hortolândia e Capivari. Se inicia no final da Avenida Lix da Cunha, no município de Campinas e tem seu término no km 71 da Rodovia Cornélio Pires, em Tietê.
No ano de 2009 a Rodovia passou a ser controlada pela concessionária Rodovias do Tietê, que em sua licitação se comprometeu a fazer várias obras na rodovia. Foram instalados dois pedágios, um entre Monte Mor e Capivari, outro entre Rafard e Tietê. 

## Municípios atendidos
| Km | Município    | Região geográfica imediata |
| 0  | Campinas     | Campinas                   |
| 6  | Hortolândia  | Campinas                   |
| 12 | Campinas     | Campinas                   |
| 14 | Hortolândia  | Campinas                   |
| 15 | Monte Mor    | Campinas                   |
| 31 | Elias Fausto | Campinas                   |
| 33 | Capivari     | Piracicaba                 |
| 49 | Rafard       | Piracicaba                 |
| 63 | Tietê        | Sorocaba                   |

## Localização dos pedágios
| Pedágio    | km   | Município | Ref   |
| ---------- | ---- | --------- | ----- |
| 1 029+700m | 22,5 | Monte Mor | [ 3 ] |
| 2 055+800m | 79,9 | Rafard    | [ 3 ] |